# Staldenried
Staldenried (walsertyska: Schtaaluried/Staaluried) är en ort och kommun i distriktet Visp i kantonen Valais, Schweiz. Kommunen har 541 invånare (2023).